# Эгидий Дельф
Эгидий Дельфтский (лат. Aegidius Delphus; нидерл. Gillis van Delft, фр. Gilles de Delft; ум. 25/26 апреля 1524) — нидерландский богослов и гуманист.
Родился в пределах Утрехтского епископства. Получил образование в Парижском университете, стал бакалавром в 1478 году и магистром — годом позже, доктор теологии с 1492 года. Также работал и учился в Корнуэлле, Кальви, Наварре, Кёльне. Преподавал богословие в Парижском университете. В декабре 1486 — марте 1487 был ректором Парижского университета, в 1520—1524 — деканом факультета теологии.
Состоял в переписке со своим соотечественником Эразмом, который восхищался его учёностью и способностью слагать стихи. Возможно, ему принадлежат стихи, подписанные Delius Volscus. Также составил ряд комментариев на работы античных (Аристотель, Лактанций) и средневековых авторов (Ж. Буридан, Мартэн Ле Местр, Никколо Перотти).

## Сочинения
- «Commentarius in Ovidium De Remedio Amoris» (1495) — комментарии к Овидию
- «De cavsis ortvs mortisque Christi : ad pontificem gvrcensem caesarevm oratorem» (1500)
- «Psalmi penitentiales cum letaniis» (1501)
- «Defensio pro cleri Flandriae libertate» (1507)
- «Conclusiones in sententias Magistri» (1510)